# Wojciech Burszta

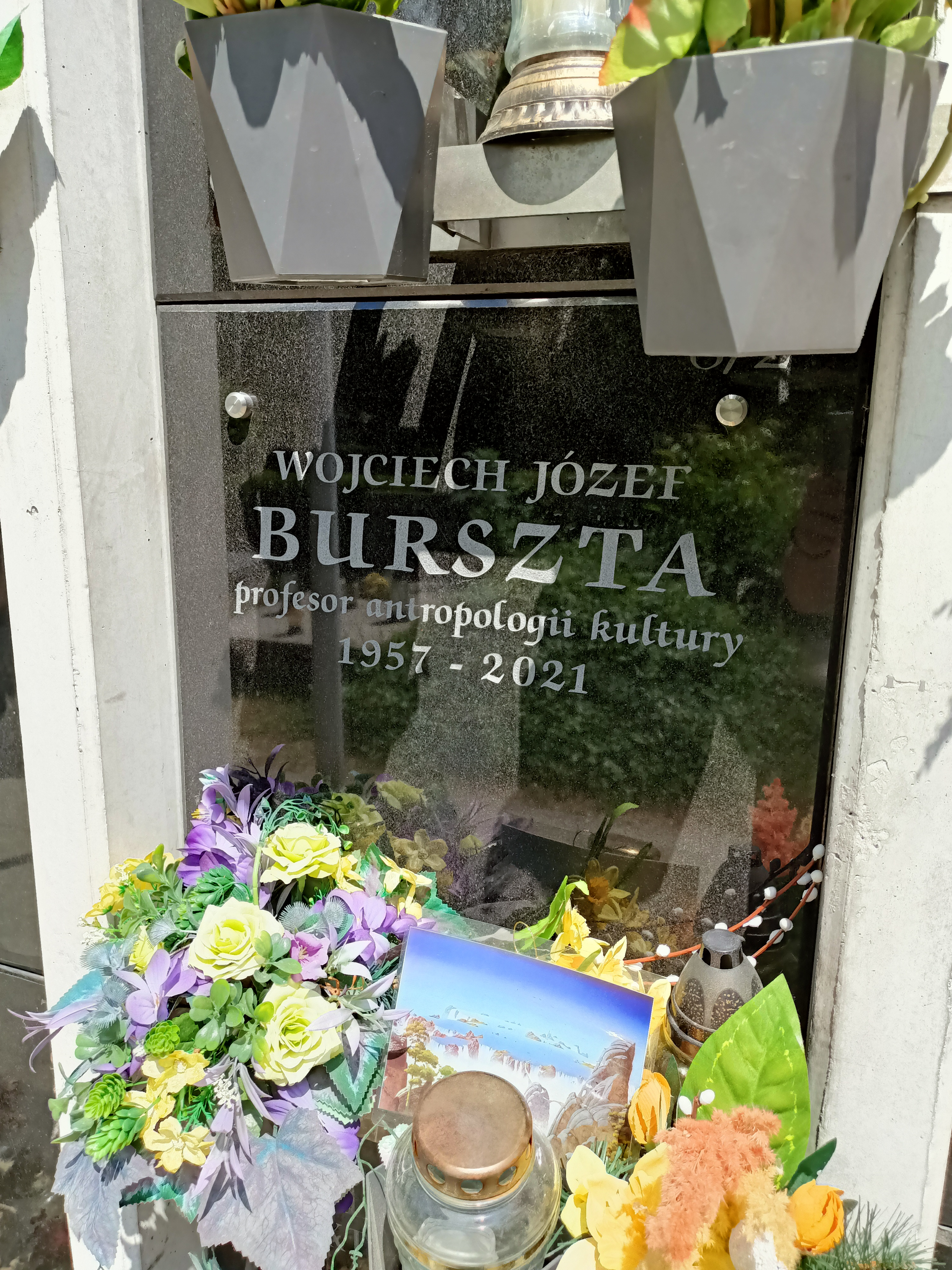
Grób Wojciecha Burszty na Wojskowych Powązkach

Wojciech Józef Burszta (ur. 22 marca 1957 w Poznaniu, zm. 5 lutego 2021) – polski antropolog kultury, kulturoznawca, eseista i krytyk kultury.

## Życiorys
Studiował etnografię, w 1984 obronił doktorat z etnologii, w 1993 habilitował się w zakresie socjologii. Od 1998 profesor tytularny.

## Działalność naukowa i publikacje
Pracował w Katedrze Kulturoznawstwa Instytutu Nauk Humanistycznych SWPS, prezes Instytutu im. Oskara Kolberga. Do 2018 pracował także w Zakładzie Badań Narodowościowych Instytutu Slawistyki PAN w Warszawie. Do 2003 związany z Instytutem Etnologii i Antropologii Kulturowej Uniwersytetu im. Adama Mickiewicza w Poznaniu. Członek Komitetu Nauk o Kulturze PAN, w tym w latach 2011–2015 jego przewodniczący. Naukowiec wizytujący na Uniwersytecie Oksfordzkim, École Pratique Des Hautes Études (Sorbona), Uniwersytecie Yale, Uniwersytecie Illinois. Stypendysta Fulbrighta i Fundacji Kościuszkowskiej.
Jego naukowe zainteresowania ogniskowały się wokół teorii i historii kultury, antropologii współczesności, badań nad kulturą i fenomenem etniczności. Zajmował się problematyką kultury neoliberalizmu, rasizmem kulturowym i teorią nomadyzmu pretekstowego. Autor ponad 400 publikacji naukowych, m.in. popularnego podręcznika Antropologia kultury.
Zasiadał w radach naukowych kilkunastu czasopism krajowych i międzynarodowych, m.in. „Kultura i Historia”, „Autoportret” i „Contradictions”; redagował rocznik „Sprawy Narodowościowe. Seria Nowa”. Był członkiem założycielem Fundacji Instytut im. Jerzego Kmity oraz Polskiego Instytutu Antropologii. Był przewodniczącym Rady Naukowej „Przeglądu Kulturoznawczego”.
W 2011 w rozdziale „W Polsce lokalnej. Między uczestnictwem w kulturze a praktykami kulturowymi”, zamieszczonym w książce Stan i zróżnicowanie kultury wsi i małych miast w Polsce. Kanon i rozproszenie (Narodowe Centrum Kultury, Warszawa 2011) pod redakcją naukową Izabelli Bukraby-Rylskiej i jego własną, wykorzystał bez podania źródła i autora ani oznaczenia cytatów, a także bez zgody samego autora, dwie strony z artykułu Mateusza Halawy (wówczas doktoranta The New School w Nowym Jorku i Instytutu Studiów Społecznych Uniwersytetu Warszawskiego) Wyobraźnia etnograficzna w badaniach kultury współczesnej z czasopisma „Kultura Współczesna”. Na prośbę prawnika Halawy, Burszta opublikował w „Kulturze Współczesnej” oficjalne przeprosiny. Burszta uzasadnił plagiat pomyłką przy obróbce redakcyjnej.
Prochy profesora spoczęły 15 lutego 2021 na cmentarzu Powązki Wojskowe.

## Życie prywatne
Syn etnografa Józefa Burszty. Ojciec Michała Burszty (ur. 1980), dziennikarza filmowego, Jędrzeja, krytyka popkultury oraz Matyldy.
Był miłośnikiem literatury współczesnej, w tym kryminałów, klasycznego rocka i angielskiej piłki nożnej. Mieszkał w Milanówku.

## Odznaczenia
- Srebrny Medal „Zasłużony Kulturze Gloria Artis” (2014)[5]
- Złoty Krzyż Zasługi, nadany przez Prezydenta RP (2014)[6]

## Wybrane publikacje
Autor lub współautor
- Język a kultura w myśli etnologicznej, Wrocław 1986, Polskie Towarzystwo Ludoznawcze, s. 151, ISBN 83-85003002.
- (wspólnie z Michałem Buchowskim), O założeniach interpretacji antropologicznej, Warszawa 1992, wyd. PWN, ISBN 83-01-10331-0.
- Wymiary antropologicznego poznania kultury, Poznań 1992, Wydawnictwo Naukowe UAM, ISBN 83-232-0414-4.
- (wspólnie z Krzysztofem Piątkowskim), O czym opowiada antropologiczna opowieść, Instytut Kultury, Warszawa 1994, ISBN 83-85323-65-1.
- Czytanie kultury. Pięć szkiców, IEiAK UAM w Poznaniu, Łódź 1996, ISBN 83-87202-10-X.
- Antropologia kultury. Tematy, teorie, interpretacje, Wyd. Zysk i S-ka, Poznań 1998, ISBN 83-7150-322-9.
- (wspólnie z Waldemarem Kuligowskim), przedmowa Zygmunt Bauman, Dlaczego kościotrup nie wstaje. Ponowoczesne pejzaże kultury, Warszawa 1999, Wydawnictwo Sic!, ISBN 83-86056-61-4.
- Asteriks w Disneylandzie. Zapiski antropologiczne, Poznań 2001, Wydawnictwo Poznańskie, ISBN 83-7177-068-5.
- Różnorodność i tożsamość. Antropologia jako kulturowa refleksyjność, Wydawnictwo Poznańskie, Poznań 2004
- (wspólnie z Waldemarem Kuligowskim) Sequel. Dalsze przygody kultury w globalnym świecie, Warszawa 2005, Wyd. Muza, ISBN 83-7319-817-2.
- (wspólnie z Mariuszem Czubajem) Krwawa setka. 100 najważniejszych powieści kryminalnych Warszawa 2007, Wyd. Muza, Warszawskie Wydawnictwo Literackie, s. 286, ISBN 978-83-7495-171-5.
- Świat jako więzienie kultury. Pomyślenia, Warszawa 2008, Państwowy Instytut Wydawniczy, s. 184, ISBN 978-83-06-03168-3.
- Od mowy magicznej do szumów popkultury, Warszawa 2009, Wydawnictwo SWPS Academica (zbiór dwudziestu wybranych szkiców i esejów publikowanych na przestrzeni ostatnich dwóch dekad)
- Kotwice pewności. Wojny kulturowe z popnacjonalizmem w tle, Warszawa 2013, Wydawnictwo Iskry, s. 312, ISBN 978-83-244-0219-9.
- Preteksty, Gdańsk 2015, WN Katedra, s. 326, ISBN 978-83-63434-15-1.
- (wspólnie z Mariuszem Czubajem), Kryminalna odyseja oraz inne szkice o czytaniu i pisaniu, Gdańsk 2017, Oficynka, s. 302, ISBN 978-83-65891-03-7.
- (wspólnie z Andrzejem Białkowskim), Jedzie Pan Jazz. Edukacja jazzowa i popkulturowa w perspektywie antropologicznej 2019, WN Katedra/Uniwersytet SWPS, s. 222, ISBN 978-83-62443-50-5.
- Naród w szkole. Historia i nacjonalizm w polskiej edukacji szkolnej (monografia wieloautorska) 2019, WN Katedra/Uniwersytet SWPS, s. 352, ISBN 978-83-66107-01-4.
- (wspólnie z Marią Fiderkiewicz), Sferyczne fantazje w świecie Rogera Deana 2020, WN Katedra/Uniwersytet SWPS, s. 218, ISBN 978-83-65155-53-5.
- (wspólnie z Marcinem Kafarem), Umykanie. Pomyślenia z etnografii życia, Łódź 2024, Wydawnictwo Uniwersytetu Łódzkiego, s. 250 ISBN 9788383312705.

Redakcja prac zbiorowych (także współautor)
- Pożegnania paradygmatu? Etnologia w obliczu współczesności, Instytut Kultury, Warszawa 1994
- Antropologiczne wędrówki po kulturze, Wydawnictwo Fundacji Humaniora, Poznań 1996, ISBN 83-7112-047-8.
- Ojczyzny słowa. Narracyjne wymiary kultury, Biblioteka Telgte Wydawnictwo, Poznań 2002, ISBN 83-915366-1-0.
- Edukacja w czasach popkultury, Wydawnictwo Akademii Bydgoskiej im. Kazimierza Wielkiego, Bydgoszcz 2002, ISBN 83-7096-436-2.
- Po co nam Rock. Między duszą a ciałem, Warszawa 2003, Wydawnictwo Książkowe „Twój Styl”, ISBN 83-7163-275-4.
- Po co nam rzeczywistość. Ekran. Mit. Rzeczywistość, Warszawa 2003, Wydawnictwo Książkowe „Twój Styl”, ISBN 83-7163-394-7.
- Kontrkultura. Co nam z tamtych lat?, Warszawa 2005, Wydawnictwo SWPS Academica
- (red. z Krzysztofem Jaskułowskim i Joanną Nowak) Naród – tożsamość – kultura. Między koniecznością a wyborem, Warszawa 2005, Slawistyczny Ośrodek Wydawniczy, Instytut Slawistyki Polskiej Akademii Nauk, s. 372, ISBN 978-83-89191-36-6.
- Kiczosfery współczesności, Warszawa 2008, Wydawnictwo SWPS Academica, s. 218, ISBN 978-83-89281-47-0.
- (red. z Michałem Januszkiewiczem) Kulturo-znawstwo dyscyplina bez dyscypliny?, Warszawa 2010, Wydawnictwo SWPS Academica, s. 257, ISBN 978-83-89281-80-7.
- Kultura miejska w Polsce z perspektywy interdyscyplinarnych badań jakościowych, Narodowe Centrum Kultury, Warszawa 2010.
- Stan i zróżnicowanie kultury wsi i małych miast w Polsce. Kanon i rozproszenie, Narodowe Centrum Kultury, Warszawa 2011.
- Stadion – Miasto – Kultura. EURO 2012 i przemiany kultury polskiej, Narodowe Centrum Kultury, Warszawa 2012.
- Ścięgna konsumpcyjne. Próby z kulturoznawstwa krytycznego, WN Katedra, Gdańsk 2013.
- (red. z Andrzejem Kisielewskim) Kultura pragnień i horyzonty neoliberalizmu, Nauka i Innowacje, Poznań 2015.
- Zwodnicze imaginarium. Antropologia neoliberalizmu. (współredakcja z P. Jezierskim i M. Rauszerem) 2016, Wydawnictwo Naukowe Katedra, s. 541, ISBN 978-83-65155-18-4.

Tłumaczenia
- Dominic Strinati Wprowadzenie do kultury popularnej, Poznań 1998, Wyd. Zysk i Sp. ISBN 83-7298-836-6 (An Introduction to Theories of Popular Culture 1995)
- (tłum. z Hanną Burszta i Michałem Buchowskim) Edmund Leach, D. Alan Aycock, Siostra Mojżesza. Strukturalistyczne interpretacje mitu biblijnego, Poznań 1998, Wyd. Zysk i S-ka, ISBN 83-7150-388-1 (Structuralist Interpretations of Biblical Myth 1983)
- Chris Jenks, Kultura, Poznań 1999, Wyd. Zysk i Sp., ISBN 83-7150-705-4 (Culture 1993)